# Druga płeć
Druga płeć (fr. Le deuxième sexe) – utwór Simone de Beauvoir z 1949 r. Jedno z czołowych dzieł filozofii feministycznej, szczególnie dla feminizmu egzystencjalnego.
De Beauvoir napisała Drugą płeć w wieku 41 lat. Jest to jedno z jej najsłynniejszych i najbardziej kontrowersyjnych dzieł, które zdobyło jej miano „duchowej matki” drugiej fali feminizmu.
Zdaniem Karola Petryszaka podstawy ideologiczne, na których została zbudowana Druga płeć, są ściśle wzorowane na materializmie dialektycznym Karola Marksa. Dzieło wymienia i analizuje przyczyny podrzędnego traktowania kobiety w prawie wszystkich dziedzinach życia społecznego. De Beauvoir podkreśla, że to mężczyźni rządzą światem, podczas gdy kobiety mają tendencję do całkowitego poświęcania się małżeństwu i dzieciom, aż do znacznego ograniczenia swojej wolności. Sytuacja ta wynika z faktu, że kobiety nie czują się na siłach albo nie chcą pozostać niezamężne, głównie z powodów ekonomicznych lub społecznych. Społeczeństwo, rodzina, religia – wszystko pokazuje kobiecie, że jest gorsza od mężczyzny i jedynym sposobem, by wieść godne życie, jest dla niej małżeństwo. Wychowanie oraz edukacja dziewczynek w stosunku do chłopców uczy je, że nie posiadają tych samych zdolności i umiejętności co oni, a tym samym skłania dorosłe już kobiety do poświęcania swoich karier na rzecz małżeństwa i rodziny.
Simone de Beauvoir wskazuje także na pułapkę, jaką dla kobiety jest małżeństwo oraz posiadanie dzieci. Obowiązki domowe są o wiele cięższe dla kobiety niż dla mężczyzny i nie pozwalają kobietom realizować się poza domem. W większości przypadków żony poświęcają swoją karierę na rzecz kariery męża. Autorka opisuje ogólną sytuację kobiet na świecie, wyjaśniając jednocześnie, że obie strony są za ten stan rzeczy odpowiedzialne i obie zyskają na jego zmianie. Jeżeli mąż umożliwi swojej żonie oddanie się karierze zawodowej, będzie ona bardziej niezależna i stanie się dla niego mniejszym obciążeniem, zwłaszcza pod względem finansowym.
W Drugiej płci wymienionych jest wiele przykładów na nierówność między płciami, zwłaszcza z powodu nierównego podziału obowiązków domowych i słabego uczestnictwa kobiet w innych dziedzinach życiowych, jak np. polityka.
Najsłynniejszy cytat z dzieła Simone de Beauvoir to: Nie rodzimy się kobietami – stajemy się nimi.